# Pomphale
Pomphale is een geslacht van vliesvleugeligen uit de familie Eulophidae. De wetenschappelijke naam van dit geslacht is voor het eerst geldig gepubliceerd in 1983 door Husain, Rauf & Kudeshia.

## Soorten
Het geslacht Pomphale omvat de volgende soorten:
- Pomphale setosipennis Hayat & Zeya, 1992
- Pomphale striptipennis Husain, Rauf & Kudeshia, 1983